# Фрегат
Фрега́т (от нидерл. fregat, или фрега́та от фр. frégate, нем. Fregatte — разновидность галер Средиземноморья) — тип военного судна (корабля). Термин происходит от нидерландского vrijgetten schip - "свободно идущий корабль", предназначенный для выполнения задач отдельно от основных сил флота.  Изначально — трёхмачтовая разновидность парусного вооружения (рангоут) «корабль». Был самой сбалансированной платформой для морских парусных судов и в дальнейшем послужил основой для фрегатов специальной постройки, в которых те или иные качества улучшены в пользу специализированных. Например, таких, как парусные линейные корабли. Благодаря универсальности характеристик таких парусников термин «фрегат» распространился на целый класс универсальных военных кораблей. Примером современного парусного фрегата служит учебный фрегат «Херсонес». Именно быстроходные фрегаты стали родоначальниками самых быстроходных океанских парусников или «пожирателей ветра» — чайных клиперов.
К фрегатам относят следующие боевые морские корабли:
1. трёхмачтовый корабль с полным парусным вооружением на всех мачтах. Является самым распространённым и имеет только одну грот-мачту.
2. трёхмачтовый парусный корабль с мощным артиллерийским вооружением (до 60 пушек), расположенным на одной или двух закрытых артиллерийских палубах, предназначенный для широкого спектра боевых действий. Начиная от самостоятельных действий на морских коммуникациях (крейсерства) против торгового флота противника, так участие в сражении эскадр в кильватерной колонне. Эра этих парусников пришлась на XVII—XVIII века. С середины XIX века появились паровые колёсные (пароходофрегаты), затем винтовые фрегаты с бронированным корпусом[4]. Свою роль в составах военных флотов фрегаты уступили кораблям специальной постройки — крейсерам и эскадренным миноносцам.
3. эскортный противолодочный корабль, появившийся в период Второй мировой войны. Изначально принадлежал к классу облегчённых эсминцев. Вооружение: 127-мм универсальные пушки, 76- и 20-мм автоматы, торпедные аппараты, бомбомёты и глубинные бомбы.

Современный фрегат — сторожевой корабль, класс военно-морских кораблей водоизмещением до 4000 тонн. Скорость — свыше 30 узлов (55 км/ч), вооружается противолодочными и зенитными ракетными комплексами; служит для поиска и уничтожения подводных лодок, противовоздушной и противоракетной обороны кораблей (судов).
В США к фрегатам ранее относили атомные корабли водоизмещением 8600 — 10 000 тонн; с 1975 года их называли «атомными ракетными крейсерами». В настоящее время название «фрегат» подобному классу кораблей возвращается, в том числе и в русском языке.

## Терминология
В русском языке термин «фрегат» появился при Петре I. Вначале имел две формы: «фрегат» и «фрегата». В форме «фрегат» слово было заимствовано из голландского языка, в форме «фрегата» из немецкого или прямо из французского. Во французский язык слово попало из итальянского и упоминается в «Декамероне» Джованни Боккаччо. Более ранняя этимология слова весьма спорна. Одно из самых ранних упоминаний термина «fragata» найдено у трубадура Хайме Фебрера, участника Реконкисты, свидетеля завоевания Валенсии в 1276 году.
Фрегат:
В парусном флоте — торговый или военный трёхмачтовый корабль с полным парусным вооружением с одной или двумя (открытой и закрытой) орудийными палубами.
В эпоху парусного флота парусное судно определялось в первую очередь по парусному вооружению — гукор, фрегат, тендер или бриг. Так, парусное вооружение фрегата относится к трехмачтовым «кораблям» (у которых три и более мачт[прояснить]) с полным парусным вооружением, когда на всех мачтах присутствуют как прямые, так и косые паруса.
Фрегаты наиболее универсальные и самые мореходные корабли, с двумя артиллерийскими палубами, с обеими или одной закрытой палубой. Фрегаты стали родоначальниками разных классов специализированных фрегатов — линейных кораблей, бомбардирских кораблей и корветов.
Благодаря выдающимся качествам фрегатов на этих кораблях совершено множество географических открытий в Мировом океане. Примером современного парусного фрегата может служить учебный фрегат «Херсонес».
При этом термин «фрегат», в эпоху парусного флота, стал применяться как обозначение класса универсальных кораблей пятого и шестого рангов. Одним из представителей в британском флоте можно назвать фрегат типа Lively. В дальнейшем тип парусного вооружения фрегат, представляющий собой трёхмачтовые корабли, стал реже употребляться и был заменен общим названием корабль, к которым относились линейные корабли, фрегаты, бомбардирские корабли, корветы и шлюпы, что в дальнейшем повлияло на то, что все военные суда стали называть кораблями.
Фрегаты стали первыми военными кораблями европейских государств. До Второй англо-голландской войны европейские державы не имели регулярных военно-морских флотов и на время военных действий на море сводили в эскадры вооруженные торговые суда. Это было выгодно как судовладельцам, так и государству, которое не несло лишних финансовых затрат. Судовладельцы благодаря этому получали не только лояльность своих монархов, но и возможность пользоваться морским призовым правом. И только немногочисленные, так называемые «королевские фрегаты» представляли постоянный военный флот монарха. И только потребность в специализированных фрегатах для ведения линейного боя послужило толчком для появления регулярных европейских военно-морских флотов.
В ходе эволюции парусных фрегатов их разделили на два ранга — пятого и шестого. Шестому рангу кораблей соответствовали малые фрегаты, имевшие 25-28 пушек, фрегаты пятого ранга имели до 44 пушек. На легких фрегатах присутствовала единственная батарейная палуба, а на больших фрегатах пятого ранга орудия, как правило, располагались на двух орудийных палубах — открытой верхней и закрытой нижней.
Фрегаты являлись самыми массовыми кораблями военно-морских флотов и благодаря своей универсальности могли решать множество задач, в отличие от кораблей специализированной постройки.
Так, например, линейные корабли предназначались только для генеральных сражений в линейном бою.
Фрегаты использовались в качестве как самостоятельной боевой единицы, так и флагмана небольших эскадр. Фрегаты действовали на морских коммуникациях, контролируя торговые пути, использовались для связи между эскадрами, несли разведку, участвовали в блокаде портов, сопровождали конвои. Фрегаты часто использовались в операциях вдали от основной базы флота поскольку, обладая значительно лучшими чем линейные корабли мореходными качествами, могли эффективнее (быстрее и дешевле) преодолевать большие расстояния; но наряду с этим фрегаты 5 ранга могли участвовать в линейном бою.
С уходом с флота паруса, фрегаты уступили своё место крейсерам и исчезли из военно-морских флотов. Но вновь появились на флотах уже как противоточные эскортные корабли.
Этот класс появился в результате эволюции легких эскортных эсминцев для сопровождения конвоев и имеющих специализацию ПЛО и ПВО. Фрегаты имели меньшее водоизмещение, чем у эсминцев и были дешёвой им альтернативой. С появлением управляемого ракетного оружия появился отдельный класс фрегатов — фрегаты УРО. В дальнейшем фрегаты стали авианесущими кораблями — носителями противолодочных вертолетов.
По назначению фрегат занимает промежуточное место между эсминцами и корветами. По водоизмещению может соответствовать эсминцу или крейсеру ПВО, в виду тенденции строить эти три класса кораблей в одних корпусах.
С 1975 года, в ВМС США и ряда государств — корабль водоизмещением примерно 3000 — 6000 т, имеющий УРО (в системе классификации ВМФ СССР — Фрегат УРО), основное назначение которого — борьба с воздушным и подводным противником при сопровождении основных сил флота и особо важных конвоев при любом удалении от берега.
В настоящее время к классу «фрегат УРО» в ВМС большинства государств относят основной многоцелевой боевой корабль указанного водоизмещения. В настоящее время в ВМФ Российской Федерации класс «фрегат» введён для замещения прежних классификационных терминов:
«сторожевой корабль» (СКР) и
«большой противолодочный корабль» (БПК), в зависимости от ранга последнего.

## Гребные фрегаты
По версии Курти первоначально фрегатами называли быстроходные галеры с 6-20 банками гребцов. При этом саета считалась разновидностью фрегата, имевшая прямые паруса на фок-мачте и латинские паруса на грот- и бизань-мачтах. Позднее саета, потеряв вёсла и сохранив паруса, превратилась в чисто парусный корабль.

## Парусные фрегаты
Фрегаты являлись одним из наиболее разнообразных по характеристикам классов парусных кораблей. Своим происхождением фрегаты тесно связаны с лёгкими и быстроходными судами, применявшихся дюнкеркскими корсарами для рейдов в проливе Ла-Манш начиная приблизительно с XVII века. Первым настоящим фрегатом британцы считают 32-х пушечный капер, а затем HMS (Корабль Его Величества) Constant Warwick, построенный в 1645 году Питером Петтом I, но он был копией кораблей дюнкерских приватеров.
С ростом морских флотов и их радиуса действия, характеристики дюнкеркских фрегатов перестали удовлетворять адмиралтейства, и термин начал трактоваться расширительно, означая, фактически, любой лёгкий быстроходный корабль, способный к самостоятельным действиям.
Классические фрегаты парусного века были созданы во Франции в середине XVIII столетия. Это были корабли среднего размера с водоизмещением около 800 тонн, вооружённые примерно двумя-тремя десятками 12-18 фунтовых пушек на одной орудийной палубе. Меньшие корабли, не имевшие ни одной батарейной палубы, к фрегатам не относились. В дальнейшем водоизмещение и мощь вооружения фрегатов росли, и после наполеоновских войн они достигали 1000 тонн водоизмещения и до шестидесяти 24-фунтовых орудий. Наиболее крупные из них могли включаться в боевую линию и в XIX веке получили название линейных фрегатов, подобно линейным крейсерам XX века.
Подобно нынешним эсминцам, фрегаты являлись наиболее активно используемым типом кораблей парусного флота. В мирное время фрегаты обычно не ставились на прикол, подобно линейным кораблям, а применялись для патрульной и крейсерской службы, борьбы с пиратством и тренировки экипажей. Надёжность и скорость фрегатов делали их популярными кораблями для исследователей и путешественников. Например, французский путешественник Луи Антуан де Бугенвиль совершил кругосветное плавание на фрегате «Будёз» (Капризница) в 1766—1769, а знаменитый фрегат «Паллада», на котором в 1855 году адмирал Е. В. Путятин прибыл в Японию для установления дипломатических и торговых отношений, был построен в 1832 году как личная яхта императора Николая I.
Таким образом, для парусного фрегата как класса кораблей было характерно гармоничное сочетание двух групп качеств — «эскадренных», связанных со службой при эскадре и участием в эскадренном бою, и «крейсерских», связанных с приспособленностью к длительным автономным океанским плаваниям и действиям на морских коммуникациях.
В британском Королевском Флоте, который имел, по многим свидетельствам, самое большое число фрегатов в мире, они имели ранги с четвёртого по шестой.

### Парусные фрегаты русского флота
В 1805 году в России вводится ранг 44-пушечных фрегатов.
Русские 44-пушечные фрегаты строились со сплошной палубой в отличие от фрегатов XVIII века, у которых закрытыми были носовая и кормовая оконечности, а средняя часть верхней палубы оставалась открытой. В числе этих фрегатов был прославившийся в 1854 году при обороне Петропавловска-Камчатского фрегат «Аврора», построенный в 1833—1835 годах в Санкт-Петербурге на Охтинской верфи.
В новейшей истории, парусные фрегаты, как класс, возродились в качестве учебных кораблей. В частности — учебный парусный фрегат «Надежда».

## Паровые фрегаты
С распространением в первой половине XIX века паровых судов класс фрегатов начал претерпевать заметные изменения. К середине столетия большинство флотов мира уже широко применяло так называемые пароходо-фрегаты, представлявшие собой корпус типичного фрегата, оснащённый паровой машиной и гребными колёсами. Наличие колёс по бортам корабля мешало размещению артиллерии и делало его пропульсивную установку уязвимой для огня противника, поэтому в 1840-х годах наметился переход к винтовому движителю, лишённому данных недостатков.
Винтовые паровые фрегаты в бою полагались уже исключительно на паровой двигатель, что дало им сразу целый ряд принципиально новых боевых качеств: не зависящий от ветра паровой корабль мог с лёгкостью держаться с носа или кормы формально более сильного парусного оппонента, обратив всю мощь своей бортовой батареи против его немногочисленных погонных или ретирадных орудий. В принципе, мощные паровые фрегаты середины XIX века, формально уступая линейным кораблям по рангу, были сравнимы с ними по огневой мощи или даже превосходили их в этом отношении. Даже линейные корабли, оснащённые паровой машиной и винтовыми движителями, проигрывали им во многих отношениях: так, худшие обводы подводной части корпуса винтовых линейных кораблей по сравнению с фрегатами мешали достижению ими высоких ходовым качеств, а высокий корпус с несколькими орудийными палубами — делал лучшей целью для неприятельского огня.
После того, как в Крымскую войну стала окончательно ясна ценность бронирования, стали появляться броненосные винтовые фрегаты, впоследствии выделенные в отдельный класс броненосцев, который заменил линейные корабли и небронированные винтовые фрегаты в качестве основной боевой силы флота. Хотя некоторые из этих кораблей и сохраняли название «фрегатов», по сути они полностью утратили основной признак данного класса — универсальность: «эскадренные» качества у них в значительной степени доминировали над «крейсерскими» или даже полностью их вытесняли. Постоянный рост массово-габаритных характеристик артиллерии, в особенности — после перехода на размещение её в орудийных башнях, в сочетании с происходящим в ответ на него увеличением толщины брони привели к дальнейшей специализации броненосцев как кораблей, предназначенных исключительно для участия в эскадренном сражении, сильному росту их водоизмещения и, первоначально, к резкому ухудшению мореходности из-за малой высоты надводного борта и плохих обводов подводной части. Многие броненосцы последней четверти XIX века, в сущности, могли считаться лишь условно мореходными, автономность и дальность плавания с неэкономичными паровыми машинами тех лет при отказе от парусного рангоута также были весьма невысоки. Эволюция броненосцев привела к появлению в начале XX века нового класса, получившего старое название линейных кораблей (линкоров).
Между тем, и после появления брони сохранилась определённая ниша, в которой безбронные винтовые фрегаты оставались полезным и необходимым типом кораблей — там, где защита могла быть принесена в жертву максимальному развитию «крейсерских» качеств. Такие корабли могли использоваться в качестве лёгких разведчиков при броненосных эскадрах, охотников на торговые корабли противника или защитников собственных морских коммуникаций — типичные функции классического парусного фрегата. Этот «старый новый» класс, занявший место старых фрегатов, со временем был назван новым термином «крейсер», происходящим от голландского слова «Kruiser» («тот, кто пересекает»). Понятие «крейсер» существовало и при парусном флоте, но означало не класс корабля, а поставленную ему боевую задачу: в крейсерство могли отправляться и линейные корабли, и фрегаты, и ещё более лёгкие шлюпы, корветы и бриги. В эпоху брони и пара, однако, потребовалось для данных целей создать специальный тип корабля, конструктивно приспособленный для длительных автономных океанских плаваний и действий на морских коммуникациях.
Впоследствии появились крейсера «защищённые» (бронепалубные), у которых энергетическая установка была защищена от снарядов противника расположенной на уровне ватерлинии броневой палубой, а также броненосные («поясные», причём в России первые из них всё ещё именовались «полуброненосными фрегатами»), у которых та же самая задача решалась за счёт бортового броневого пояса, причём артиллерия и у тех, и у других изначально оставалась небронированной, поскольку вероятность выведения из строя отдельного орудия, представляющего собой весьма малоразмерную цель, считалась ничтожно малой. Лишь появление к концу 1880-х годов мощных фугасных снарядов, начинённых бризантными взрывчатыми веществами, поставила на повестку дня вопрос о защите артиллерии крейсеров, которую стали размещать в отдельных казематах или облегчённых орудийных башнях. Последующая эволюция этого класса привела к сближению типов бронепалубного и броненосного крейсера, в результате чего к началу Первой мировой войны сложились два новых подкласса — лёгких крейсеров и тяжёлых. Оба новых типа крейсеров имели хорошо защищённую артиллерию и, как правило, сочетание броневой палубы и броневого пояса, отличаясь между собой лишь скоростью хода, калибром орудий и толщиной брони. Также в течение сравнительно короткого времени существовал класс так называемых линейных крейсеров, которые по сути представляли собой облегчённые линейные корабли и впоследствии слились с ними в единый класс быстроходных линкоров.
Таким образом, к середине 1890-х годов термин «фрегат» в большинстве флотов мира временно вышел из употребления.

## Фрегаты после 1939 года

### История развития класса
Вторично термин «фрегат» был введён накануне Второй мировой войны в ВМС Великобритании для выделения класса эскортных кораблей (в частности, — фрегат «Тэй»), превосходящих по водоизмещению и вооружению корабли класса корвет, но более лёгких, чем эсминец.
Первоначально в Британских ВМС фрегаты предназначались главным образом для борьбы с подводными лодками противника и сопровождения конвоев. Уступая эсминцам в скорости, вооружении и главных размерениях, они были дешевле, поэтому могли закладываться в достаточных количествах на верфях, неприспособленных к постройке кораблей класса эсминец. В системе классификации ВМФ СССР эти корабли относились к классу «сторожевой корабль» (СКР).
Во время 2-й мировой войны в ВМС США корабли, аналогичные по ТТЭ английским фрегатам, были отнесены к подклассу эсминцев: DE — Destroyer Escort Ships (эскортный эсминец). После войны они были переклассифицированы в океанские эскорты, поскольку до переклассификации 1975 года «фрегатами» назывались лёгкие ракетные крейсера, построенные в размерениях эскадренных миноносцев. Лишь после этого флот США перешёл на британскую классификацию.
После 2-й мировой войны вследствие развития корабельных систем вооружения, главным образом — радиоэлектронных средств и управляемого ракетного оружия (УРО), и вследствие заката эпохи больших артиллерийских кораблей и распада эскадренных миноносцев на узкоцелевые подклассы, класс «фрегат» по примеру англичан был выделен в новый самостоятельный класс в ВМС большинства морских держав. Фрегаты УРО, в отличие от современных им эсминцев УРО, решая примерно аналогичные задачи, имеют более мощное ракетное вооружение. Развитие кораблей класса «фрегат» в ВМС ведущих морских держав — США, Великобритании, ФРГ, Франции, Италии, Японии — приобрело свои индивидуальные особенности, определяемые характером боевых задач, возлагаемых на флоты этих государств.
Считается, что послевоенное развитие кораблей класса «фрегат» берёт своё начало в ВМС США, где они изначально по своему статусу (водоизмещение и главные размерения, вооружение) заняли промежуточное положение между классом «эскадренный миноносец» и классом «крейсер», в соответствии с основной задачей фрегатов ВМС США — обеспечение противовоздушной и противолодочной обороны ударных авианосцев в составе сил охранения авианосных ударных группировок или отдельных ударных корабельных соединений, поисковых групп и наиболее важных конвоев. Все без исключения фрегаты ВМС США превосходят эсминцы по водоизмещению, дальности плавания и мощности ракетного вооружения. Первым кораблём класса «фрегат» в ВМС США явился специализированный корабль «Норфолк», вступивший в строй в 1953 году. С 1955 года в ВМС США к классу «фрегат» были отнесены большие эсминцы DL — Destroyer Leaders, типа «Митчер», которые, по своим тактико-техническим элементам соответствовали советскому подклассу эсминцев: «лидер эскадренных миноносцев», но не имели торпедного вооружения. Эти корабли построены до принятия на вооружение ВМС США зенитного управляемого ракетного вооружения (ЗУРО). В начале 1960-х годов, для ВМС США было развёрнуто серийное строительство новых фрегатов, оснащаемых УРО, с обычными паротурбинными ГЭУ, типов: «Кунц», «Леги», «Белкнап» и с атомными ГЭУ, типов: «Бейнбридж» и «Тракстан». Эти корабли образовали новый подкласс — «фрегаты УРО». В этой связи, в системе классификации ВМС США, до 1975 года, все фрегаты были отнесены к основному классу «D — Destroyer (эскадренный миноносец)», который был подразделён на семь подклассов, в том числе включая четыре подкласса эсминцев:
DD — Destroyers;
 DE — Destroyerr Escort Ships;
 DDR — Destroyers Radar Picket;
 DDG — Destroyers Guided Missile,
 и три подкласса фрегатов:
DL — Destroyer Leaders Frigates — (фрегат);
 DLG — Destroyer Leaders Guided Missile Frigates (фрегат УРО);

 DLNG — Destroyer Leaders Nuclear Guided Missile Frigates (атомный фрегат УРО).
В конце 1960-х годов командование ВМС США приняло новую программу строительства атомных фрегатов УРО типов «Калифорния» и «Вирджиния». По проекту кораблестроительной программы на 1974/75 финансовый год, предусматривалось строительство ещё двух атомных фрегатов УРО. Одновременно в ВМС США осуществлялась программа модернизации фрегатов УРО типов «Кунц» и «Леги» в целях повышения эффективности их средств ПВО и в первую очередь — средств борьбы с крылатыми ракетами и низколетящими самолётами противника.
С 1975 года в ВМС США корабли водоизмещением от 3000 до 6000 т, с управляемым ракетным оружием (УРО), предназначенные для противовоздушной (ПВО) и противолодочной (ПЛО) обороны, официально выделены в самостоятельный класс «фрегат УРО» и, по аналогии с фрегатами ВМС Великобритании, получили новые буквенные обозначения подклассов. В частности, вместо первых букв DL, введены буквы FF, соответственно: FFG — фрегаты УРО; FFGN — атомные фрегаты УРО.
В ВМС Италии, классу «фрегат УРО», первоначально соответствовали корабли класса «Incrociatori di Scorta Lanciamissili», типа «Витторио Венето» — 2 ед; и типа «Андреа Дориа» — 2 ед. Они по водоизмещению и главным размерениям превосходили эсминцы УРО и в 1971 году были переклассифицированы в лёгкие крейсера УРО, которые итальянцы классифицируют как «эскортный крейсер» или «крейсер ЗУРО».
В ВМС Великобритании, корабли подкласса «фрегат УРО» по водоизмещению и главным размерениям приблизились к подклассу эсминцев «эскадренный миноносец УРО» и в свою очередь, по основному назначению были подразделены на подклассы:
 General Purpese Frigates;
 Antisubmarine Frigates;
 Antiaircraft Frigates;
 Aircraft Direction Frigates.
Основное назначение фрегатов УРО в ВМС Великобритании: противовоздушная и противолодочная оборона оперативных соединений, борьба с лёгкими кораблями противника и огневая поддержка сухопутных войск.
В ВМС ФРГ, Франции и Японии корабли класса «фрегат», изначально, по водоизмещению и главным размерениям, не превосходят корабли класса «эскадренный миноносец». В частности, основная задача фрегатов французских ВМС — противовоздушная и противолодочная оборона авианосцев.
В советском и российском флоте корабли подобного типа назывались просто противолодочными и сторожевыми в зависимости от предназначения, дальности хода и вооружения. Однако, в связи с изменениями в военной доктрине в настоящее время на флоте происходит своего рода «ползучая» переклассификация, в особенности в отношении новых классов. Так, проект 22350 (головной корабль — «Адмирал Горшков») во многих источниках уверенно именуется фрегатом.
В системах классификации ВМФ СССР, и ВМФ Российской Федерации, все корабли класса «фрегат» в составе зарубежных ВМС в зависимости от их водоизмещения и главных размерений отнесены (идентифицированы) либо к классу — «сторожевой корабль» (СКР); либо к классу — «большой противолодочный корабль» (БПК); либо к классу «противолодочный крейсер».
В новейшей истории развития ВМФ Российской Федерации классификационный термин «большой противолодочный корабль» замещён термином «фрегат». Российские фрегаты по своим тактико-техническим элементам (ТТЭ) в значительной степени соответствуют фрегатам ВМС США. В частности, большой противолодочный корабль типа «Адмирал Горшков» (головной корабль серии), проект 22350 во многих источниках определяется как «фрегат» по классификации НАТО.
В современном понимании к фрегатам относятся боевые корабли среднего водоизмещения, океанской (дальней морской) зоны, обладающие универсальным ракетно-артиллерийским вооружением, способные решать задачи как оборонительного (ПЛО и ПВО конвоя, корабельного соединения, самообороны), так и ударного (поддержка морских десантов, атака кораблей противника, «горячая» разведка берега) характера.
Достаточно чётко по массогабаритным характеристикам выделяются 2 группы фрегатов:
Фрегаты I класса стандартным водоизмещением 4—5 тыс. тонн и более, вплотную приближаясь к эсминцу по возможностями ПВО/ПЛО, но несколько уступая в ударном аспекте (за счёт более лёгких ПКР и АУ меньшего калибра). Эти корабли предназначены, в основном, для эскортирования авианосных и амфибийных групп, крупных конвоев в океанских условиях. Характерным представителем фрегатов I класса является американский фрегат типа «Оливер Перри».
Фрегаты II класса, имея меньшее водоизмещение (около 2000-4000 т), предназначены, в основном, для одиночной патрульной службы. Возможности ПЛО/ПВО у таких кораблей обычно ниже, но на борту имеются просторные помещения для тяжёлого вертолёта и подразделений морской пехоты, мощная артиллерия либо комплекс ПКР. Характерным представителем фрегатов 2-го класса является французский «Лафайет».
С учётом тенденции использования при проектировании современных кораблей модульного принципа, в условиях пункта базирования, предусмотрена возможность быстрого переоборудование корабля путём замены стандартизованных блок-модулей вооружения, судового и радиоэлектронного оборудования под тот или иной тип боевых задач, диктуемых конкретной миссией.

### Список фрегатов ВМС США
Фрегаты 1-го поколения:
1. Экспериментальный корабль «Норфолк» DL1 (1953—1970 гг.)
2. Фрегаты типа «Митчер»:

- DL2 «Митчер»(1953—1968 гг.), с 1968 года DDG-635(1968—1978 гг.)
- DL3 «Джон С. Мак Кейн»(1953—1968 гг.), с 1968 года DDG-636(1968—1978 гг.)
- DL4 «Уиллис А. Ли»(1954—1969 гг.)
- DL5 «Уилкинсон»(1954—1969 гг.)

Фрегаты управляемого ракетного вооружения (УРО):
1. Фрегаты УРО типа «Кунц»
2. Фрегаты УРО типа «Леги»
3. Фрегаты УРО типа «Белкнап»
4. Фрегаты УРО типа «Бейнбридж»
5. Фрегаты УРО типа «Тракстан»
6. Фрегаты УРО типа «Калифорния»
7. Фрегаты УРО типа «Вирджиния»
8. Фрегаты УРО типа «Нокс»
9. Фрегаты УРО типа «Оливер Х. Перри»

### Список фрегатов ВМФ Российской Федерации
В советском флоте класса «Фрегат» не существовало, так как корабли классифицировались по их назначению, а не размеру. При этом классу «Фрегат» соответствовали советские сторожевые корабли. В последнее время, однако, этот термин вновь начинает использоваться. В частности корабли проекта 22350 практически во всех публикациях именуются фрегатами.
В некоторых случаях именуются фрегатами (согласно зарубежной классификации) сторожевые корабли:
- проекта 11540;
- проекта 1135.
- корветы проекта 20380